# Gilles Gémise-Fareau
Gilles Gémise-Fareau (né le 27 août 1953) est un athlète français, spécialiste des épreuves combinées.

## Biographie
Il est sacré champion de France du décathlon en 1976 à Montargis, avec un total de 7 589 points.
Il participe aux décathlon des Jeux olympiques d'été de 1976, à Montréal, et se classe 17e du concours.
Son record personnel au décathlon est de 7 734 points (1976).